# Van Allenovi sevalni pasovi
Van Allenovi (sevalni) pasovi predstavljajo prostor okrog Zemlje v obliki svitka, ki vsebuje električno nabite delce; v glavnem protone in elektrone s precejšnjo energijo. Pasove so leta 1958 neodvisno odkrili ameriški fizik James Alfred Van Allen ter s satelitom Sputnik 2 na osnovi podobnih podatkov Sergej Nikolajevič Vernov in Aleksander Jevgenjevič Čudakov.
Detektorji kozmičnih žarkov na krovu prvega ameriškega satelita Explorer 1 so zaznali tako močan signal, da ga niso mogli zabeležiti, ko je satelit prispel v pasove na višini 2000 km. Delci v pasovih izvirajo tako iz sončevega vetra, kakor tudi iz kozmičnih žarkov, in so ujeti v Zemljino magnetno polje. Van Allenove pasove so potrdili še decembra 1958 z balonom.